# 陳東 (廚師)
陳東（1954年—2001年），籍貫廣東普寧，香港廚師，生前因經常在電視節目上教人烹飪而成名，曾與戴龍、楊貫一、許沛東合稱「香港四大名廚｣。

## 生平
陳東於1960年代到父親陳強的酒樓學廚，但並未因少東的身份而得到優待，為免招人話柄，相反父親對他比其他學徒更嚴格，他亦由此練就超凡廚藝，在繼承潮州菜的基礎上，創新特別菜式，並經常以草藥入饌、茶饌；撰寫藥膳及草藥湯水書籍多部。其後，陳東獲邀到香港電台上午的生活節目《朝朝早精神好》（定期分享煮食秘訣，從而認識演藝界的朋友。後來更將其廚藝推廣至演藝界，包括在香港影星周星馳賣座電影《食神》中演出和擔任首席顧問，也擔任亞洲電視婦女節目「女人.COME」烹飪環節，先後與藝人歐錦棠及李麗蕊合作過。
陳東在2001年因肝癌去世，享年47歲。有一女兒陳嘉惠。

## 出演節目
- 周星馳電影《食神》
- 《朝朝早精神好》（馮偉棠、錢佩卿主持，當時逢星期一至五10:30－12:00於香港電台第一台播放）
- 《女人.COME》
- 《超級經理人－女優選拔賽》
- 《孖人煮食秘笈》